# Room for Two
Room for Two è una serie televisiva statunitense in 26 episodi trasmessi per la prima volta nel corso di 2 stagioni dal 1992 al 1993.

## Trama
Jill Kurland è la produttrice, da poco vedova, di una rete televisiva newyorchese. Quando giunge la madre Edie dall'Ohio, la sua vita subirà una sterzata imprevista. La serie è incentrata perlopiù sul rapporto di Jill con la madre e sulle divertenti opinioni di questa riguardo ai modi di fare della figlia, opinioni spesso fuori logo e molto franche.

## Personaggi e interpreti
- Edie Kurland (26 episodi, 1992-1993), interpretata da Linda Lavin.
- Jill Kurland (26 episodi, 1992-1993), interpretata da Patricia Heaton.
- Naomi Dylan (26 episodi, 1992-1993), interpretata da Bess Meyer.
- Matt Draughon (26 episodi, 1992-1993), interpretato da John Putch.
- Keith Wyman (26 episodi, 1992-1993), interpretato da Jeff Yagher.
- Ken Kazurinsky (26 episodi, 1992-1993), interpretato da Peter Michael Goetz.
- Malcolm (3 episodi, 1992-1993), interpretato da Andrew Hill Newman.
- Jack (3 episodi, 1993), interpretato da Ron Rifkin.
- Diahnn Boudreau (2 episodi, 1992), interpretata da Paula Kelly.

## Produzione
La serie, ideata da Wendy Goldman e Rick Kellard, fu prodotta da Warner Bros. Television e girata negli studios della Warner Brothers a Burbanks in California.

### Registi
Tra i registi sono accreditati:
- Will Mackenzie in 18 episodi (1992-1993)
- Peter Bonerz in 5 episodi (1992)

### Sceneggiatori
Tra gli sceneggiatori sono accreditati:
- Wendy Goldman in 8 episodi (1992-1993)
- Rick Kellard in 8 episodi (1992-1993)
- Russ Woody in 6 episodi (1992-1993)
- Tom Maxwell in 3 episodi (1992-1993)
- Don Woodard in 3 episodi (1992-1993)
- Kathy Slevin in 2 episodi (1992-1993)
- Lisa Loomer in 2 episodi (1992)

## Distribuzione
La serie fu trasmessa negli Stati Uniti dal 24 marzo 1992 al 6 luglio 1993 sulla rete televisiva ABC.

## Episodi
| Stagione         | Episodi | Prima TV USA |
| ---------------- | ------- | ------------ |
| Prima stagione   | 11      | 1992         |
| Seconda stagione | 15      | 1992-1993    |